# Dharam Gokhool
Dharambeer Gokhool, né le 25 octobre 1949 à Plaine des Roches, est un homme politique mauricien, membre du Parti travailliste, président de la république de Maurice depuis le 7 décembre 2024.

## Biographie
Gokhool naît le 25 octobre 1949 dans le village de Plaine des Roches, à Maurice. Il est issu de la religion hindoue à Maurice. Il fréquente l'école publique de Roches Noires, où il est considéré comme un élève exceptionnel, puis l'école publique de Mapou. En 1975, il étudie à l'université de Delhi en Inde. Après ses études là-bas, il retourne à Maurice et occupe plusieurs postes à l'université de Maurice, notamment ceux de chargé de cours, de professeur associé et de doyen de la faculté.
Gokhool commence sa carrière politique en 1976. En 1980, il rejoint le Mouvement militant mauricien (MMM) et  est élu en 1982 à l'Assemblée nationale dans le cadre de l'alliance entre le MMM et le Parti socialiste mauricien (PSM) qui remporte une victoire écrasante cette année-là. Après la scission du MMM et du PSM, Gokhool reste avec le MMM et se présente à sa réélection en 1983, mais échoue dans sa tentative pour le siège de Piton-Rivière-du-Rempart. En 1991, il revient à l'Assemblée nationale en remportant un siège sous l'alliance MMM/Mouvement socialiste militant (MSM). Cependant, au cours de son mandat, il fait défection au Parti travailliste.
Gokhool est maire de la ville de Vacoas-Phœnix de 1991 à 1993. Il est secrétaire privé parlementaire de 1993 à 1994 et après avoir rejoint le Parti travailliste, il est secrétaire administratif du parti en 2003, puis secrétaire général de 2004 à 2005. Dans le deuxième gouvernement de Navin Ramgoolam, Gokhool est ministre de l'Éducation de 2005 à 2008. Après cela, il devient ministre de l'Industrie, de la Science et de la Recherche et occupe ce poste de 2008 à 2010. Après les élections de 2014, il est candidat à la vice-présidence, bien qu'il n'ait pas été choisi pour ce poste.
Candidat à la présidence de Maurice, Dharam Gokhool est élu à l'unanimité par les membres de l'Assemblée nationale le 6 décembre 2024 et investi le lendemain pour un mandat de cinq ans.